# Wahlenbergia namaquana
Wahlenbergia namaquana là loài thực vật có hoa trong họ Hoa chuông. Loài này được Sond. miêu tả khoa học đầu tiên năm 1865.